# 旧城镇 (利辛县)
旧城镇，是中华人民共和国安徽省亳州市利辛县下辖的一个乡镇级行政单位。

## 行政区划
旧城镇下辖以下地区：
旧城社区、董庄社区、王集社区、戴园社区、陆暗楼村、新建村、韩庄村、康桥村、盛黄村、施桥村、盛新村、丰桥村和凤北村。